# Cuca Tops Football Club
El Cuca Tops Football Club es un club de fútbol de Namibia localizado en Rundu que participa en la Premier League de Namibia, la liga de fútbol más importante del país.

## Historia
El Cuca Tops FC se fundó en 1974 y es el club de fútbol más antiguo de Rundu y de la región de Kavango del Este. El club ganó la Primera División Corrente Noreste en la temporada 2023-2024 y consiguió el ascenso a la Namibia Premiership. Sería la primera temporada del club en la máxima categoría de Namibia desde la temporada 2002/2003, veintidós años de ausencia.

## Palmarés
- Primera División Corriente Noreste: 1

2023-2024